# 259
259 (CCLIX) var ett normalår som började en lördag i den julianska kalendern.

## Händelser

### Juli
- 22 juli – Sedan Sixtus II har avlidit året innan väljs Dionysius till påve.[1]

### Okänt datum
- Postumus gör uppror mot Gallienus i Gallien. De västra provinserna i Romarriket, Britannien och Spanien går med i hans självständiga rike – numera känt som det Galliska riket.
- Det romerska fortet i Wiesbaden (Germanien) erövras av alemannerna (eller 260).
- Frankerna som har invaderat Romarriket vid Köln 257 når Tarraco i Hispania.